# Thaumatoxena grassei
Thaumatoxena grassei är en tvåvingeart som beskrevs av Schmitz 1939. Thaumatoxena grassei ingår i släktet Thaumatoxena och familjen puckelflugor. Inga underarter finns listade i Catalogue of Life.